# دیوید ولف
دیوید ولف (به انگلیسی: David Alexander Wolf) فضانورد اهل ایالات متحده آمریکا است که در ۲۳ اوت ۱۹۵۶ میلادی در ایندیاناپولیس زاده شد. وی در مأموریت اس‌تی‌اس-۵۸، میر۲۴ اس‌تی‌اس-۸۶، اس‌تی‌اس-۸۹، اس‌تی‌اس-۱۱۲، اس‌تی‌اس-۱۲۷ حضور داشته است.